# Physalaemus angrensis
Physalaemus angrensis é uma espécie de anfíbio da família Leptodactylidae. Endêmica do Brasil, pode ser encontrada apenas no município de Angra dos Reis, no estado do Rio de Janeiro.